# Авианосцы типа «Одейшес»
Тип «Одейшес» (англ. Audacious class), также известный по имени головного корабля после переименования как Тип «Игл» (англ. Eagle class) — серия британских тяжёлых ударных авианосцев периода Второй мировой войны. Были созданы как дальнейшее развитие тяжёлых авианосцев типа «Имплекейбл», отличаясь увеличением числа самолётов на борту и большей высотой ангаров, для размещения в них новых, более крупных самолётов. Всего было запланировано к постройке четыре корабля этого типа, но заложены были лишь три, ни один из которых к окончанию войны ещё не был даже спущен на воду. В послевоенные годы их достройка значительно затянулась и в итоге в строй вступили лишь два из них, в 1951 и 1955 годах.
Авианосцы типа «Одейшес» в послевоенные годы являлись наиболее крупными и мощными кораблями КВМС Великобритании, а также стали крупнейшими из когда-либо вступивших в строй британских военных кораблей, не считая авианосцев типа «Куин Элизабет» находящихся в постройке, по состоянию на 2009 год. В 1950-х — 1960-х годах оба авианосца типа «Одейшес» несли активную службу, приняв участие в ряде операций и неоднократно модернизируясь. Однако после принятия 1966 году решения о сокращении авианосного флота Великобритании, авианосцы даже этого типа были сочтены слишком малыми для обслуживания новейших реактивных самолётов и были сняты с вооружения в 1972 и 1978 годах.

## Представители
| Название                    | Номер | Судоверфь                           | Закладка                            | Спуск на воду                                             | Вступление в строй                                        | Судьба                                                    |
| --------------------------- | ----- | ----------------------------------- | ----------------------------------- | --------------------------------------------------------- | --------------------------------------------------------- | --------------------------------------------------------- |
| Одейшес Audacious Игл Eagle | R05   | Harland & Wolf                      | 24 октября 1942                     | 19 марта 1946                                             | 1 октября 1951                                            | снят с вооружения в январе 1972, пущен на слом в 1978     |
| Арк Ройал Ark Royal         | R09   | Cammell Laird                       | 3 мая 1943                          | 3 мая 1950                                                | 25 февраля 1955                                           | снят с вооружения в декабре 1978, пущен на слом в 1979    |
| Игл Eagle                   |       | «Виккерс-Армстронг», Тайн           | 19 апреля 1944                      | строительство отменено в январе 1946, разобран на стапеле | строительство отменено в январе 1946, разобран на стапеле | строительство отменено в январе 1946, разобран на стапеле |
| Африка Arfrica              |       | перезаказан в 1944 как тип «Мальта» | перезаказан в 1944 как тип «Мальта» | перезаказан в 1944 как тип «Мальта»                       | перезаказан в 1944 как тип «Мальта»                       | перезаказан в 1944 как тип «Мальта»                       |